# 가네코촌 (사이타마현)
가네코촌(金子村)은 사이타마현 이루마군에 설치되었던 촌이다. 현재의 이루마시에 해당한다.